# Влажна суптропска клима
Влажна суптропска клима се карактерише топлим и влажним летима и благим или свежим зимама. Температура најхладнијег месеца износи између -3 и 18 °C, а најтоплијег изнад 22 °C. Праћена је или сувим зимама или нема јасно изражен влажни период. Области које се граниче са семиаридном климом могу бити погођене сушом, погубном за пољопривреду. Зимске падавине везују се за олује које западни ветрови доносе крећући се од запада на исток. Већина летњих падавина везује се за повремене тропске олује и урагане. Влажни суптропска клима обично се простиру на југоисточним странама свих континената, између 25 и 40° северне географске ширине и то углавном у прибалним подручјима. У појединим случајевима могу се проширити и дубље у копно. Ова клима карактеристичан је за делове источне, јужне и југозападне Азије, јужни и југозападни део Сједињених Америчких Држава, централни и источни део Јужне Америке, крајњи исток Аустралије, а у Европи за мање области око Јадранског и Црног мора.